# Lucas Bareiro
Lucas Mariano Bareiro (Buenos Aires, 8 marzo 1995) è un calciatore argentino, di ruolo centrocampista, svincolato.

## Caratteristiche tecniche
È un centrocampista difensivo.

## Carriera

### Nazionale
Ha preso parte al campionato sudamericano Under-20 2015.

## Palmarès

### Club
- Campionato argentino: 1

Racing Club: 2014

### Nazionale
- Campionato sudamericano Under-20: 1

Uruguay 2015